# Antonio Maceo
José Antonio de la Caritat Maceo y Grajales (Santiago de Cuba, 14 de juny de 1845 - Punta Brava, 7 de desembre de 1896) va ser un general cubà, segon cap militar de l'Exèrcit Libertador de Cuba (o Exèrcit Mambí), anomenat «El Tità de Bronze».

## Pares
El seu pare Marcos Maceo fou un mulat veneçolà que va prestar servei en les forces armades reialistes com a soldat del Batalló de Leales Corianos que es va batre contra les forces patriotes sota el comandament del general alliberador Simón Bolívar. Ironies del destí, el pare lluità a favor d'Espanya i el fill en contra.
En acabar la guerra d'independència de Veneçuela, passant per Santo Domingo, Marcos Maceo va arribar a Santiago de Cuba el 1825, en companyia de la seva mare, Clara Maceo i dels seus germans Doroteo, Bàrbara i Maria del Rosario. Aconsegueixen aquest objectiu per la corrupció imperant a l'illa - característica de la monarquia espanyola - ja que la Reial Cèdula de 1817 prohibia l'entrada a Cuba de persones no blanques.
Marcos Maceo es va casar primer amb Empara Téllez, amb qui va tenir sis fills. El seu primogènit va ser Antonio Maceo Téllez. Va arribar a posseir una finca de nou cavalleries, gràcies a la seva posició econòmica.
En morir Empara, es va tornar a casar amb Mariana Grajales, una mulata lliberta d'origen dominicà el 6 de juliol de 1851 a l'església de San Nicolás de Morón i de San Luis (Província d'Oriente). Va tenir amb ella nou fills: José Antonio, María Baldomera, José Marcelino, Rafael, Miguel, Julio, Dominga de la Calzada, José Tomás i Marcos.
Cadascun dels dinou fills tenia definida la seva responsabilitat en la finca; els va educar sobre la base de l'exemple quotidià de rectitud i bondat fent èmfasi sobre les seves experiències de vida militar a Veneçuela.
Tot i que Marcos va educar el seu fill Antonio en l'ús de les armes i l'administració de propietats, i li va inculcar un estricte codi d'honor, va ser la seva mare, Mariana, qui li va inculcar una fèrria disciplina, fins al punt d'ocasionar-li una quequesa passatgera durant la seva infància i que acabaria superant durant l'adolescència. Aquesta disciplina seria fonamental en la forja del seu caràcter i es veuria reflectida en els seus actes com a cap militar.
Mariana Grajales, davant l'altar familiar, va exigir al seu espòs i els seus sis fills que lluitessin per la independència de Cuba o morissin en l'intent, llançant-se ella mateixa a la «manigua redemptora» per recolzar des de la rereguarda les accions dels mambises (com es coneixia als independentistes cubans). Gairebé tots els seus fills, a més del seu espòs, caurien en aquesta lluita. Marco va caure quan participava en l'atac al fort espanyol de San Agustín de Aguarás, a 34 km de Las Tunas, sota les ordres del seu fill, ja tinent coronel. Expliquen que en morir, el seu pare va exclamar: «He complert amb Mariana».

## El "Tità de Bronze"
La seva carrera militar amb l'Exèrcit Alliberador de Cubà va començar quan el seu pare, al costat d'ell i diversos germans, es van unir a l'alçament de Carlos Manuel de Gespes com a soldats.
Pel seu valor, les seves habilitats estratègiques i la seva exemplar disciplina va ascendir per tota l'escala militar de l'Exèrcit Mambí, des del rang de sergent, obtingut després del seu primer combat, fins al de Major General, aquest últim demorat a causa del racisme encara existent entre molts civils del govern de la República de Cuba en Armes. A la seva preclara intel·ligència i virtuts personals unia un físic excepcional, més de sis peus d'alçada (gairebé 1,90 m), cosa que li va permetre, resistir i sobreviure a 26 ferides, sumant les de bala i d'arma blanca. La seva fortalesa i coratge excepcionals li van valer l'àlies de «Tità de Bronze», que ha restat fins al dia d'avui com l'apel·latiu preferit dels cubans per referir-s'hi.

## Revolució de Yara
Va reconèixer especialment com a cap i mestre al gran estrateg dominicà Máximo Gómez Báez, qui al cap del temps es convertiria en el general en cap de l'Exèrcit Alliberador de Cuba.
Gómez havia adoptat el matxet com a arma de guerra, com a substitut del sabre espanyol més efectiu, però menys còmode, i Maceo i les seves tropes, van fer el mateix, carregant a cavall tot junts.
Fou el responsable, al costat del propi Gómez, d'engegar la campanya rebel en l'extrem oriental de Cuba, a Guantánamo, regió coneguda pel seu espanyolisme i suposada submissió dels seus esclaus. No obstant això, en tan sols quatre mesos tota la província s'havia alçat en armes i els espanyols tan sols controlaven la pròpia ciutat de Guantánamo, Imías i Caimanera, i sobretot van perdre el control del rics conreus de cafè de la regió.

### Cap de l'orient cubà
En caure en combat Ignacio Agramonte i partir Gómez per comandar Camagüey, van quedar Antonio Maceo i Calixto García com els màxims responsables de la guerra alliberadora a la província d'Oriente. Sent capturat Calixto García en un combat desafortunat per a les armes mambises, Maceo va quedar pràcticament a càrrec de tot el departament oriental, excepte potser la regió de Las Tunas, on el cabdill regionalista i major general Vicente García era pràcticament l'amo absolut dels camps.

### Rebuig a la sedició de García
Va ser precisament Vicente García qui va començar una sèrie d'accions polítiques i intercanvis epistolars que van sembrar la divisió en les files independentistes, cap a l'últim bienni de la Guerra dels Deu Anys. Les sedicions militars de Lagunas de Varona i Santa Rita, encapçalades per García, conegut també com el «Lleó de Las Tunas», van minar la unitat de les tropes independentistes i van afavorir el clima regionalista de la regió de Las Villas, impedint a la llarga la imprescindible invasió militar a l'Occident de Cuba. A tots aquests esdeveniments s'hi va oposar fermament el llavors Brigadier General Antonio Maceo, paradigma de la disciplina militar i obediència al govern revolucionari. Les intencions divisòries i els propòsits imprecisos i foscos de Vicente García foren del tot rebutjats per Maceo quan García, va cercar el seu suport per a l'establiment d'un suposat nou govern revolucionari.
L'estancament polític i la no invasió a Occident van propiciar un alentiment de la Revolució, cosa que aprofità el general espanyol Arsenio Martínez Campos per oferir garanties de pau, amnistia per als revolucionaris i reformes legals a canvi del cessament de les hostilitats, que aquell 1878, ja complien deu anys. Al mateix temps, el govern espanyol de Cuba continuava concentrant forces per confrontar les hosts mambises, cada cop més escasses.

## Protesta de Baraguà
Antonio Maceo fou un dels líders que van rebutjar la signatura del Conveni de Zanjón, que va finalitzar a la Guerra dels Deu Anys. Ell i alguns altres mambises (soldats independentistes) es van reunir amb Arsenio Martínez Campos el 15 de març de 1878 per discutir els termes de la pau, però Maceo va protestar aquests termes perquè no complien amb cap dels objectius dels independentistes: l'abolició de l'esclavitud i la independència de Cuba. L'únic benefici era l'amnistia per als qui havien lluitat i la manumissió per als esclaus que havien lluitat en l'Exèrcit Alliberador. Maceo no va reconèixer aquest tractat i no es va acollir a l'amnistia. Aquesta trobada, considerada una de les pàgines més dignes de la història de Cuba, fou reconeguda com la protesta de Baraguà. Com a detall anecdòtic pot afegir-se que a les seves oïdes van arribar tímides propostes de parar una trampa al general espanyol, de reconegudes aptituds militars i diplomàtiques, per atemptar contra la seva vida, però les va rebutjar tan enèrgicament que els «comunicadors» de la idea van fugir del seu campament. Després de respectar el temps de treva per a l'entrevista (uns pocs dies), Maceo va reiniciar les hostilitats.

## Exili
Per salvar la seva vida, el govern de la República de Cuba en Armes li va encomanar llavors la gairebé impossible tasca de recaptar fons, armes i soldats per a una suposada expedició armada, però la seva gestió va ser pràcticament nul·la, pel desànim creat fins i tot entre els emigrats a causa de la treva.
Maceo i Calixto García a Nova York van planejar una invasió a Cuba que va donar inici a la també fracassada "Guerra Chiquita" el 1879, en la qual no lluità directament. Calixto García va ser nomenat comandant en cap, amb la intenció d'evitar la exacerbació dels prejudicis racials contra Maceo, instigats per la propaganda espanyola, que l'acusava de cercar una guerra racial, calúmnies que hagué de rebutjar en repetidament.

### A Haití i Jamaica
Passà curtes estades a Haití, on fou perseguit i sobrevisqué a diversos intents d'assassinat gestionats pel consolat espanyol, i a Jamaica, on fou rebut per Martínez Campos i traslladat a aquesta illa pel vaixell de guerra espanyol Ferran el Catòlic, acompanyat pel general mambí Bernabé Varona.

### A Hondures
El 20 de juliol de 1881 va arribar a Hondures. Durant l'administració del president Marco Aurelio Soto va ser general de divisió en l'Estat Major General de l'Exèrcit i en el Ministeri de Guerra, al mateix temps va assumir la comandància militar de Tegucigalpa. També va exercir el càrrec de Jutge Suplent del Tribunal Suprem de Guerra i al juliol de 1882 fou nomenat comandant d'Armes de Puerto Cortés i Omoa amb residència al primer. Amb la caiguda del govern de Soto el 1883, Maceo es va veure obligat a emigrar als Estats Units, primer, i després a Costa Rica.
El 13 de juny de 1884, des de San Pedro Sula (a Hondures), Maceo va escriure una carta al patriota cubà José Dolores Poyo, director del diari independentista El Yara, de Cayo Hueso, on va afirmar:

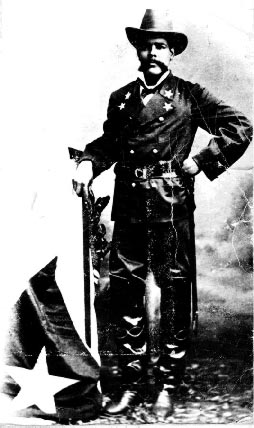
General Antonio Maceo en uniforme.

| «               | Cuba serà lliure quan l'espasa redemptora llanci al mar els seus contraris. […] Però qui provi d'apropiar-se de Cuba recollirà la pols del seu terra inundat de sang, si no mor en la lluita. | » |
| — Antonio Maceo | |   |

### A Costa Rica
Finalment es va instal·lar a Costa Rica (des de febrer de 1891 a març de 1895), a la província de Guanacaste, on el president d'aquesta nació li va assignar tasques d'organització militar. Maceo va comprar una hisenda (La Mansió, prop de la vila de Nicoya), terra i una central sucrera, per instal·lar-s'hi. Allí fou contactat pel patriota José Martí, per iniciar la Guerra del 95, anomenada per Martí la Guerra Necessària.
Una dada curiosa és que el 15 de setembre de 1891, el general Antonio Maceo va assistir a la inauguració del monument al patriota costa-riqueny Juan Santamaría a la ciutat d'Alajuela (a 30 km al nord-oest de la ciutat de San José). A aquest homenatge hi van assistir també el poeta nicaragüenc Ruben Darío (qui va escriure un article sobre el monument), el poeta costa-riqueny Francisco Gavidia i el general equatorià Eloy Alfaro.
Al desembre de 1893, Maceo va rebre la trista notícia de la mort d'una germana i de la seva mare, Mariana Grajales, ocorreguda en la vila de Kingston (Jamaica), el 23 de novembre de 1893.
El novembre de 1894 sobrevisqué a un altre intent d'assassinat a la sortida d'un teatre a San José, en el qual va acaba amb els seus agressors amb el seu revòlver.
Tots els que van conèixer a Maceo, des de Rubén Darío o Ricardo Jiménez, fins a don Federico Apéstegui, un comerciant basc radicat a Nicoya que va escriure un llibre de memòries sobre l'època, coincideixen a descriure'l com un home reservat, de poques paraules, gentil, culte i refinat.
Maceo, escarmentat de l'inadequat de posar impediments legals civils a les accions militars en situacions de guerra, va tenir un breu però intens intercanvi epistolar amb Martí en què l'advertí d'aquests mals i com havien perjudicat la Revolució de Yara (1868-1878). Martí no obstant el va informar de la seva fórmula: «l'Exèrcit, lliure, però el país, com a país i amb tota la seva dignitat representat» i el va convèncer de les àmplies probabilitats d'èxit si l'enfrontament es preparava acuradament. Com a condició va demandar que la prefectura militar màxima estigués en mans de Máximo Gómez, cosa que va aprovar sense reserves pel Delegat del ja constituït Partit Revolucionari Cubà.

## Desembarcament a Baracoa
El 1895, juntament amb Flor Crombet i altres oficials de menor rang, Maceo va desembarcar pels voltants de Baracoa a l'extrem oriental de Cuba, i després de rebutjar un intent espanyol de capturar-lo o matar-lo, s'endinsà a les muntanyes d'aquesta regió. Amb el temps aconseguí reunir un petit contingent d'homes, que ràpidament va créixer incorporant els grups ja alçats en armes a la regió de Santiago de Cuba. A la finca de La Mejorana, Maceo es va entrevistar amb Gómez i Martí, en el que evidentment va ser una reunió desafortunada pels forts desacords entre Martí i ell respecte a la constitució d'un govern civil, que Maceo desaprovava. Poc després l'Heroi Nacional de Cuba (Martí) cauria en combat a la batalla de Dos Rios.

### Invasió d'Occident
Sortint de Mangos de Baraguá (lloc de la històrica protesta davant de Martínez Campos), Maceo i Gómez, comandant dues llargues columnes mambines, envairen l'occident de Cuba, arribant Maceo a Màntua (Cuba) a finals de 1896. aquesta proesa estratègica la van fer Maceo i Gómez lluitant contra forces molt superiors numèricament (a vegades, els quintuplicaven). Utilitzant alternativament tàctiques de guerrilles i combats oberts, esgotaren l'exèrcit espanyol, que no va poder contenir-los la invasió malgrat les dues sòlides Trochas Militares (murs defensius) construïdes i la superioritat aclaparadora en homes i tècnica militar.
Les ànsies d'independència i la crueltat de l'oficialitat espanyola provocaren que els habitants rurals de l'occident responguessin amb un entusiasta suport econòmic i en homes per a les tropes independentistes. Això va provocar l'activació del pla del Capità General Espanyol, Valerià Weyler, per a la Reconcentració de Weyler. En aquests camps de concentració hi va perdre la vida gairebé un terç de la població rural del país.
Contràriament al que esperava Weyler, la Reconcentració va engrossir ràpidament les files dels mambisos, preferint molts camperols una possible mort en combat enlloc d'una mort segura de gana.
En 1896, després de reunir-se amb Gómez a La Havana, creuant la trocha que unia Mariel a Majana per la badia del Mariel, va retornar a terres de Pinar del Rio, on va combatre durament contra tropes numèricament molt superiors, comandades per generals espanyols famosos per les seves victòries militars a Àfrica i Filipines, equipats amb artilleria i les armes més modernes de l'època.
Després de delmar les tropes espanyoles enviades contra ell, tornà a creuar la trocha militar per marxar cap a las Villas o Camagüey, on volia reunir-se amb Gómez per planificar el curs ulterior de la guerra i de pas per disminuir les diferències entre el govern de Cuba en Armes (presidit per Salvador Cisneros Betancourt) i els alts comandaments militars de l'Exèrcit Alliberador, relacionades amb dos aspectes: els nomenaments de comandaments militars intermedis i el reconeixement de la bel·ligerància per les potències estrangeres i l'acceptació o no d'ajuda militar directa. La posició de Maceo, en aquell moment, era acceptar l'ajuda econòmica i partides d'armes per part de potències europees i fins i tot dels Estats Units, però s'oposava enèrgicament a l'ajuda militar directa per part dels nord-americans.

## Mort

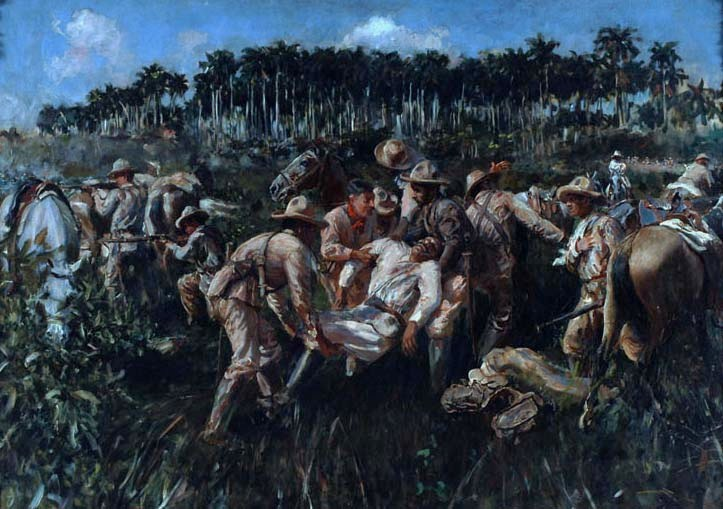
La mort de Maceo, quadre d'Armando Menocal (1863-1942).

Els seus plans no van arribar a complir-se. A les rodalies de Punta Brava, a prop de la finca de Sant Pere, a uns 35 km al sud-oest de l'Havana Vella, Maceo avançava acompanyat només de la seva escorta personal (dos homes), el metge del seu Estat Major, Máximo Zertucha, el brigadier general Josep de Miró i Argenter i una petita tropa de no més de vint homes. Quan intentaven tallar una tanca per a continuar la marxa, foren detectats per una columna espanyola, que desparà. En aconseguir tallar una part de la tanca i dir «Això va bé!», Maceo va ser rebre dos trets: un al tors, lleu, i un altre que li va trencar la mandíbula, va tallar l'artèria caròtida i va penetrar el crani. Va perdre el coneixement i va morir dos minuts més tard en braços del metge. Els seus companys no van poder transportar-lo i van fugir, i al seu costat restà només el tinent Francisco "Panchito" Gómez Toro, fill de Màxim Gómez, que voluntàriament s'enfrontà a la columna espanyola dirigida pel comandant Francisco Cirujeda per protegir el cadàver del general. Després de ser ferit de bala diverses vegades, els espanyols el remataren a cops de matxet, deixant els dos cossos abandonats, sense saber la identitat dels caiguts.
Ambdós cossos foren recollits l'endemà pel coronel habanero Aranguren, qui en saber el que havia passat es va dirigir immediatament al lloc. Van ser enterrats en secret a la finca de dos germans, que van jurar guardar el secret fins que Cuba fos lliure i independent i poguessin dur-se a terme els honors fúnebres i militars corresponents.
Actualment, les restes mortals d'Antonio Maceo i Grajales i "Panchito" Gómez Toro descansen en el monument del Cacahual, proper als límits de l'antiga finca de San Pedro, i és un lloc de peregrinació pels cubans. És ja una tradició que les graduacions de les acadèmies militars cubanes es facin al costat del Cacahual
Antonio Maceo i Grajales no solament va ser una figura clau en el moviment independentista cubà de la segona meitat del segle xix, a més d'un genial estrateg militar. El seu pensament llibertari, basat en l'honor i la virtut, va marcar el pensament de la generació que el va seguir, al costat del pensament vast i abastador de José Martí i pot dir-se que continua vivint entre el millor de la joventut cubana. Sent maçó, en el seu epistolari es pot llegir més d'una vegada el seu credo basat en «Déu, la Raó i la Virtut».

De filiació política democràtica, va expressar moltes vegades la seva simpatia per la forma de govern republicana, però va posar èmfasi en buscar la fórmula per a la «Llibertat, Igualtat i Fraternitat», al·ludint als tres principis bàsics de la Revolució Francesa i definint la recerca de la justícia social. Quan se'l va intentar reclutar per a la causa annexionista, va respondre a un interlocutor: «Crec, jove, que aquesta seria l'única manera en què la meva espasa estaria al costat de la dels espanyols ...» i preveient les ànsies d'expansió dels Estats Units (donava per fet que Cuba aconseguiria la independència), va expressar la seva frase més coneguda, en una carta a un patriota i amic:
| « | Qui provi d'apoderarse de Cuba, recollirà la pols del seu terra innundat de sang, si no mor en la batalla. | » |

## Llegat i monuments

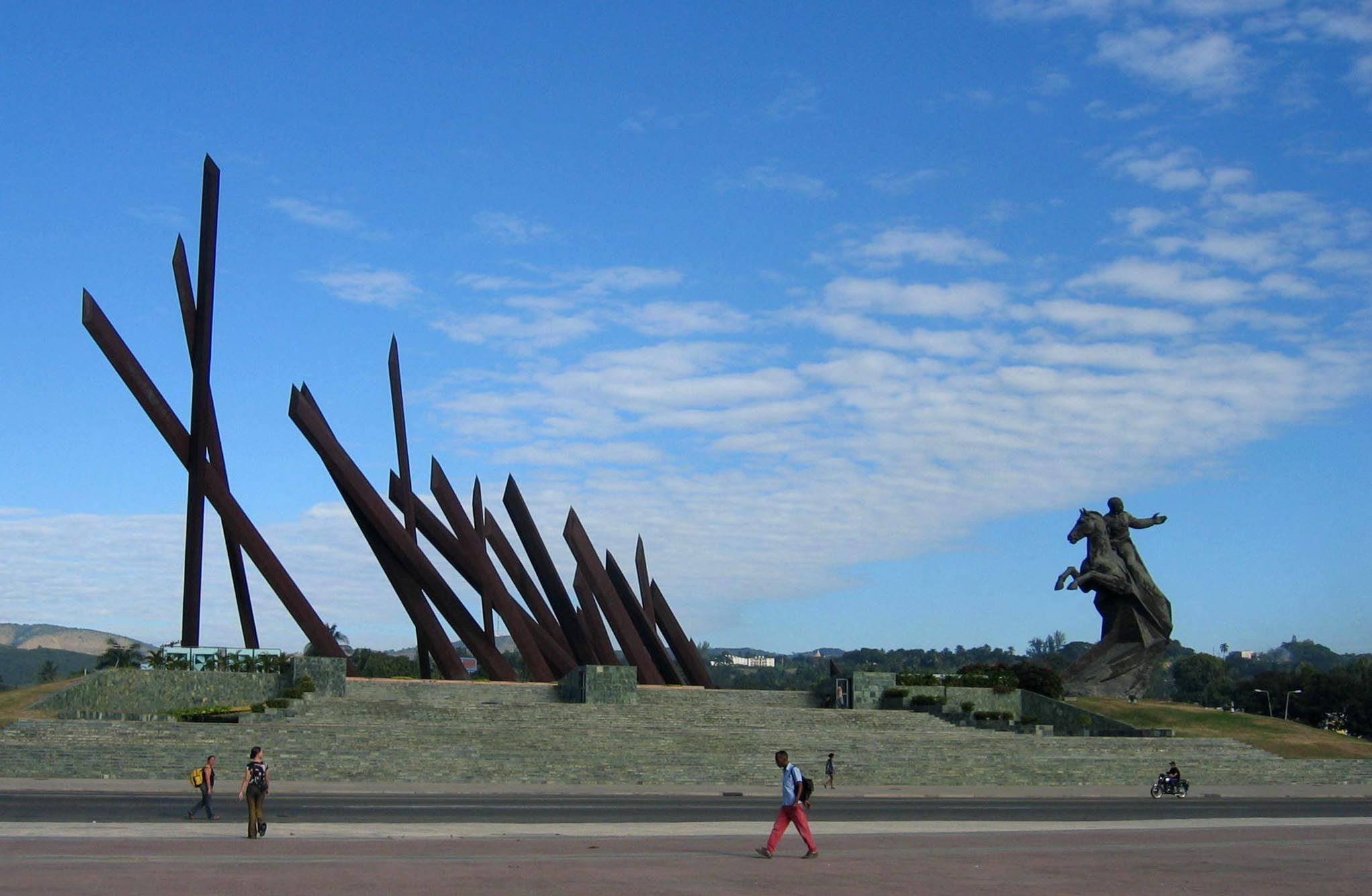
Monument a Maceo a Santiago de Cuba

Hi ha dues figures excepcionals en la història cubana i llatinoamericana que amb les seves paraules van saber expressar la grandesa de Maceo.
Máximo Gómez Báez li va dir a María Cabrales, la lleial companya de Maceo:
| «              | Amb la desaparició d'aquest home extraordinari, perd vostè al dolç company de la seva vida, perdo jo al més il·lustre i al més brau dels meus amics i perd en fi l'exèrcit alliberador la figura més excelsa de la Revolució. | » |
| — Máximo Gómez | |   |

Les altres paraules provenen de José Martí:
| «            | No deja frase rota, ni usa voz impura, ni vacila cuando lo parece, sino que tantea su tema o su hombre. Ni hincha la palabra nunca, ni la deja de la rienda. Pero se pone un día el sol y amanece el otro, y el primer fulgor da por la ventana que mira al campo de Marte, sobre el guerrero que no durmió en toda la noche buscándole caminos a la Patria. Su columna será él, jamás puñal suyo. Con el pensamiento le servirá más aún que con el valor. | » |
| — José Martí | |   |

Hi ha monuments a Maceo a Santiago de Cuba, a l'Havana entre el Malecón al capdavant de l'Hospital Hermanos Ameijeiras a centre de la ciutat.

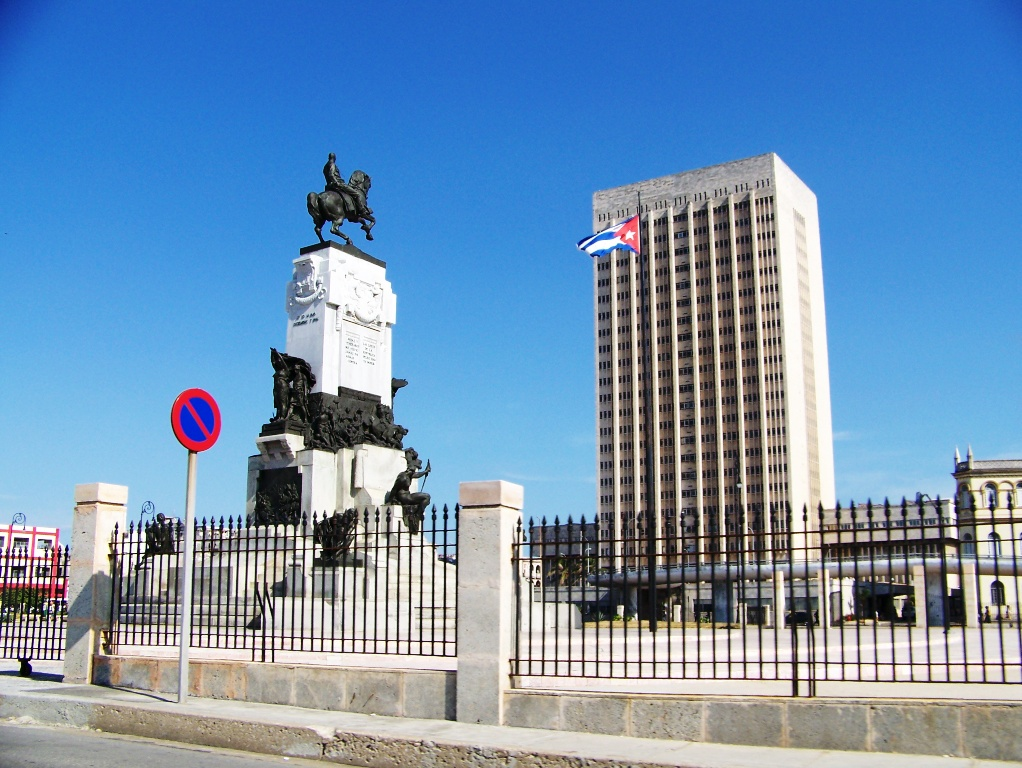
Hospital Hermanos Ameijeras, a l'Havana; a l'esquerra, el monument a Antonio Maceo

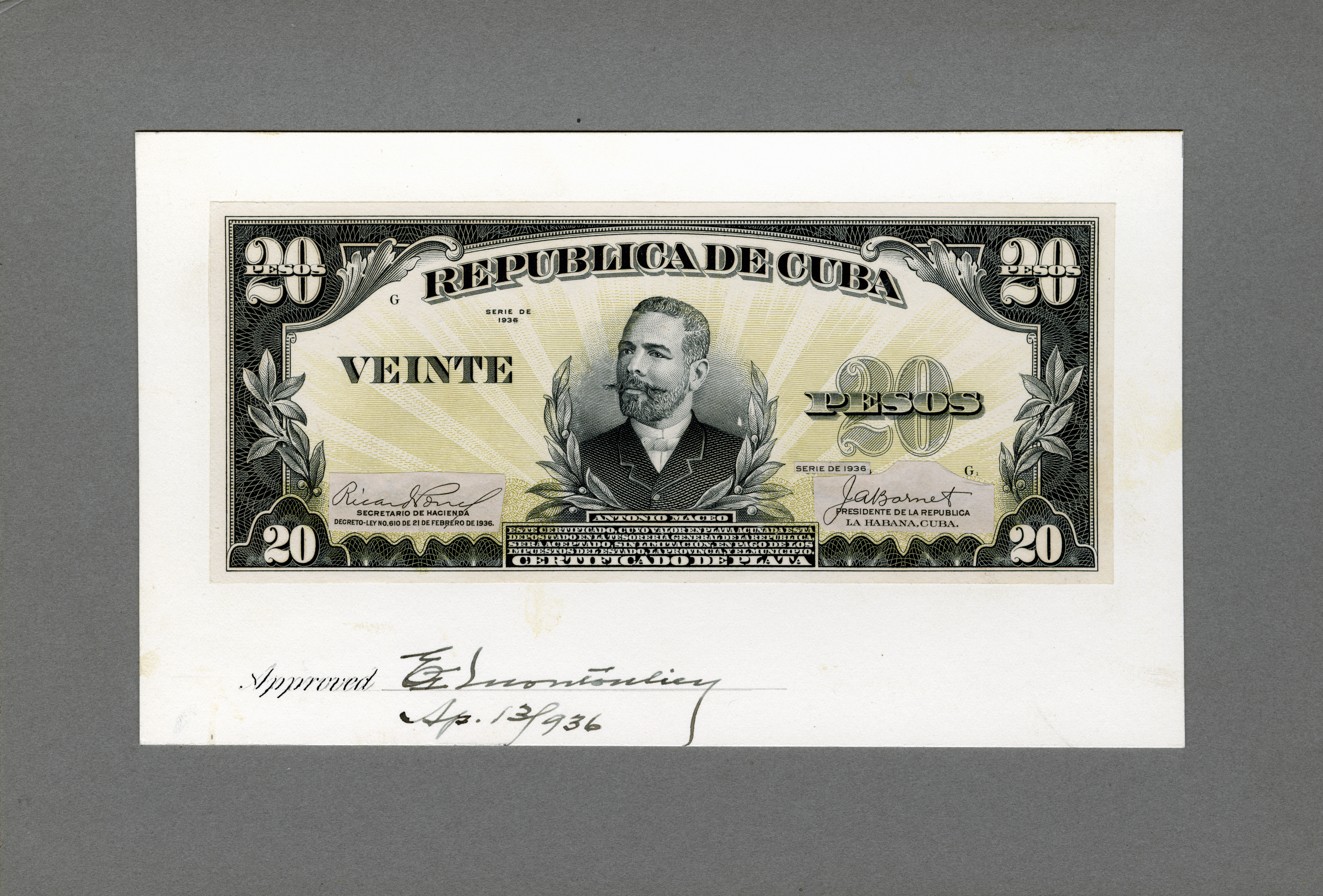
Antonio Maceo apareix en aquest original, prova de l'artista, del certificat de plata de 20 pesos cubans de 1936

El seu retrat aparegué als certificats de plata de vint pesos cubans de 1936, i actualment figura en els bitllets cubans de cinc pesos.